# Autographa v-alba
Autographa v-alba är en fjärilsart som beskrevs av Rodrigues Ottolengui, 1902. Autographa v-alba ingår i släktet Autographa och familjen nattflyn, Noctuidae. Autographa v-alba är en nordamerikansk art. Inga underarter finns listade i Catalogue of Life.